# Шепа прах
„Шепа прах“ (на английски: Little Ashes) е британско-испански биографичен филм от 2008 година на режисьора Пол Морисън по сценарий на Филипа Гослет.
В центъра на сюжета са младежките години на Федерико Гарсия Лорка и Салвадор Дали, състуденти и приятели в началото на 20-те години на XX век, като спекулира относно евентуална любовна връзка между двамата. Главните роли се изпълняват от Робърт Патинсън, Хавиер Белтран, Матю Макнълти, Марина Гател.
„Шепа прах“ е търговски провал и е приет зле от критиката.